# هوجو سوئون

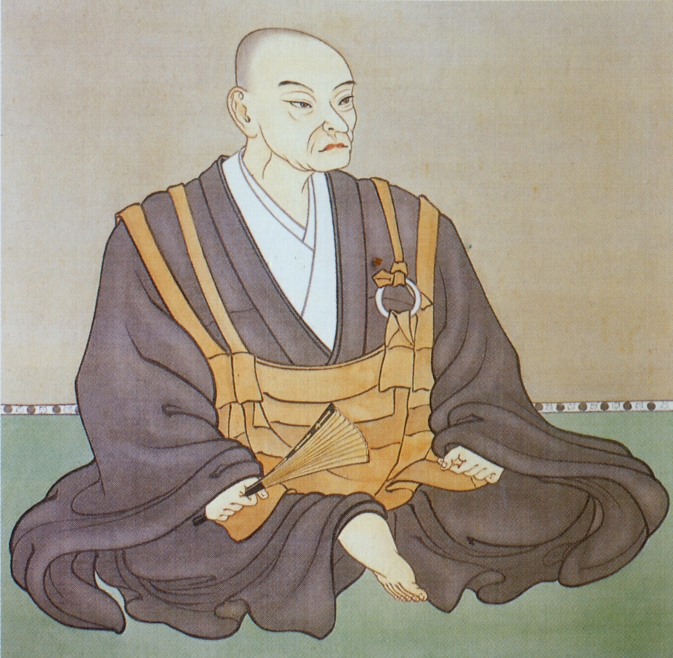
هوجو سوئون 北条早雲/Hōjō Sōun

هوجو سوئون (به ژاپنی: 北條早雲 Hōjō Sōun) (۱۴۳۲ – ۱۵۱۹ میلادی) اولین رهبر خاندان هوجوی اخیر در دوره سنگوکو بود. او پدر هوجو اوجی‌تسونا بود.